# Kotter's (equip ciclista)
L'equip Kotter's, conegut anteriorment com a Kondor, va ser un equip ciclista alemany, de ciclisme en ruta que va competir professionalment entre 1979 i 1982, i després va mantenir una estructura de segon nivell fins al 1990.

## Principals resultats

### A les grans voltes
- Giro d'Itàlia
  - 3 participacions (1980, 1981, 1982)
  - 0 victòries d'etapa:
  - 0 classificació finals:
  - 0 classificacions secundàries:

- Tour de França
  - 0 participacions

- Volta a Espanya
  - 0 participacions